# كيندال برودي
كيندال برودي (بالإنجليزية: Kendall Brodie)‏ هي موجهة قوارب ‏ أسترالية، ولدت في 21 نوفمبر 1991 في سيدني في أستراليا.

## وصلات خارجية
- كيندال برودي على موقع الاتحاد الدولي للتجديف (الإنجليزية)
- كيندال برودي على موقع الاتحاد الأسترالي للتجديف (الإنجليزية)
- كيندال برودي على موقع اللجنة الأولمبية الدولية (الإنجليزية)
- كيندال برودي على موقع اللجنة الأولمبية الأسترالية (الإنجليزية)